# ミア・メラノ
ミア・メラノ（Mia Melano、2000年5月2日 - ）は、カリフォルニア州ロサンゼルスを拠点とするアメリカ合衆国のポルノ女優、アダルトモデル。

## 来歴
ワシントン州シアトルに生まれる。アダルト業界に転身する以前には、シアトルの高級レストランでウェイトレスとして働いていた。
2019年4月には、ヴィクセン・スタジオのエンジェル・オブ・ザ・マンスに選出された。

## 出演作の1部
- 2018年: Wanna Chill
- 2018年: Prove Me Wrong
- 2018年: High Life
- 2018年: Cold Feet
- 2019年: Audition
- 2019年: Blacked Raw V17
- 2019年: My First Interracial 13
- 2019年: Wild Side
- 2020年: Intimates: Mia Melano
- 2020年: Still be friends(G−Easy プロモーションビデオ)
- 2023年: Snow bunnies

## ノミネーション
| 年   | 賞               | 結果       | 部門                     | 作品            |
| ---- | ---------------- | ---------- | ------------------------ | --------------- |
| 2019 | ナイトムーヴス賞 | ノミネート | Best New Starlet         | —               |
| 2020 | XBIZ賞           | ノミネート | Best Sex Scene - All-Sex | Blacked Raw V17 |
| 2020 | Fanアワード      | ノミネート | Most Spectacular Boobs   | —               |